# (4294) Horatius
(4294) Horatius (4016 P-L) – planetoida z pasa głównego asteroid okrążająca Słońce w ciągu 4,69 lat w średniej odległości 2,8 j.a. Odkryta 24 września 1960 roku.